# Magnolia sabahensis
Magnolia sabahensis là một loài thực vật có hoa trong họ Magnoliaceae. Loài này được (Dandy ex Noot.) Figlar & Noot. mô tả khoa học đầu tiên năm 2004.